# سامسونگ گلکسی آ۹
سامسونگ گلکسی ای۹ (به انگلیسی: Samsung Galaxy A9) یک فبلت با سیستم‌عامل اندروید، ساختهٔ سامسونگ الکترونیک است که در ۱۵ ژانویهٔ ۲۰۱۶ معرفی شد. این دستگاه دارای ویژگی شارژ سریع نیز می‌باشد.